# Piplärkan 3

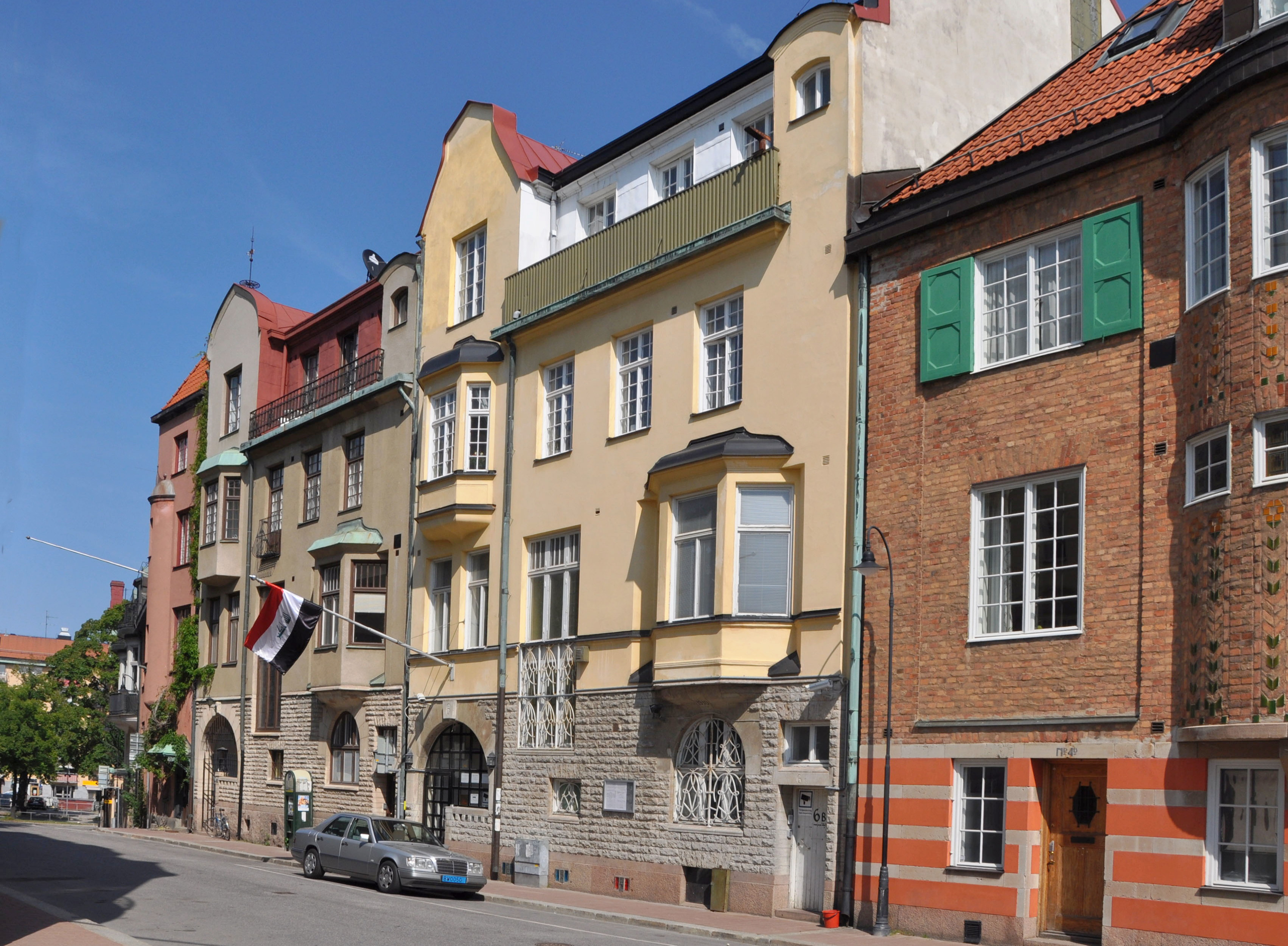
Piplärkan 3 i mitten, till vänster därom Piplärkan 4. Längs till höger skymtar Piplärkan 2, september 2010.

Piplärkan 3 är en kulturhistoriskt värdefull före detta villafastighet i kvarteret Piplärkan i Lärkstaden på Östermalm i Stockholm. Denna stadsvilla vid Baldersgatan 6 ritades 1909 av arkitekten och byggmästaren Sigfrid Larsson och uppfördes 1909-1910 av byggmästaren J. Persson för hovfotografen Lars Larsson. Fastigheten är grönmärkt av Stadsmuseet i Stockholm, det innebär "särskilt värdefull från historisk, kulturhistorisk, miljömässig eller konstnärlig synpunkt". Sedan 1984 ägs fastigheten av republiken Irak som här har sin Stockholms-ambassad.

## Bakgrund

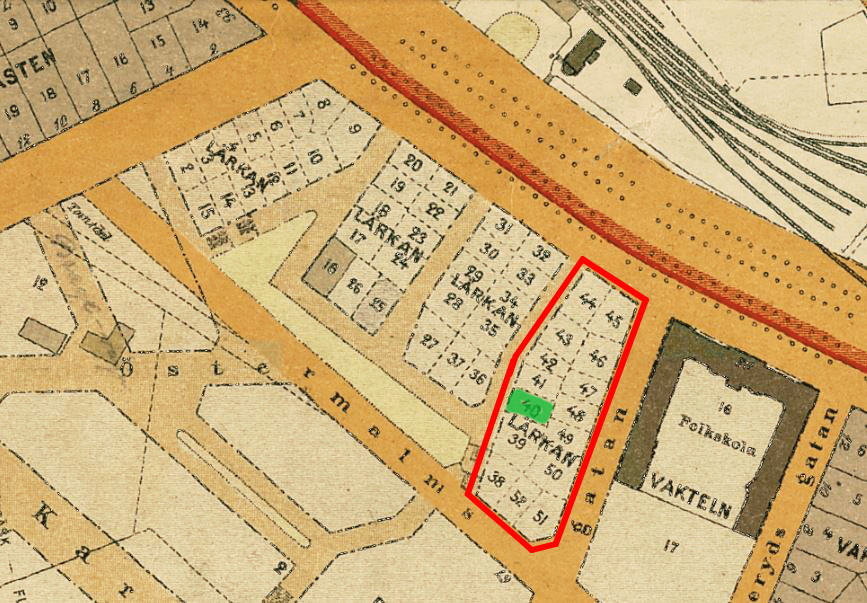
Kvarteret Lärkan, tomt nr 40 (nuvarande Piplärkan 3), 1909

I februari 1909 inleddes auktionerna av de 51 villatomterna i kvarteret Lärkan. Bland tidiga tomtköpare fanns hovfotografen Lars Larsson som i maj 1909 förvärvade tomten nr 40 (senare namnändrad till Piplärkan 3) vid den blivande Baldersgatan. Fastigheterna inkluderade även en mindre trädgårdstomt och omfattade totalt en areal om 299 kvadratmeter ”å fri och egen grund”. Säljare var Stockholms stad. I en del källor uppges en C. Carlsson som byggherre men enligt Stockholms adresskalender från 1911 var tomtägaren och byggherren Larsson L, hoffotograf.
Fotografen Larsson kom sedan att bo här med hustru Anna och fyra barn. I hushållet fanns även pigan Ida Matilda Lövgren från Norrbärke. Larssons kända företag Larssons Ateljé låg dock inte här utan vid Humlegårdsgatan 21. År 1914 sålde Larsson sin ateljé och ägnade sig därefter enbart åt fastighetsaffärer. År 1917 sålde han fastigheten Piplärkan 3 till regeringsrådet Erik Planting-Gyllenbåga.

## Byggnadsbeskrivning

### Exteriör

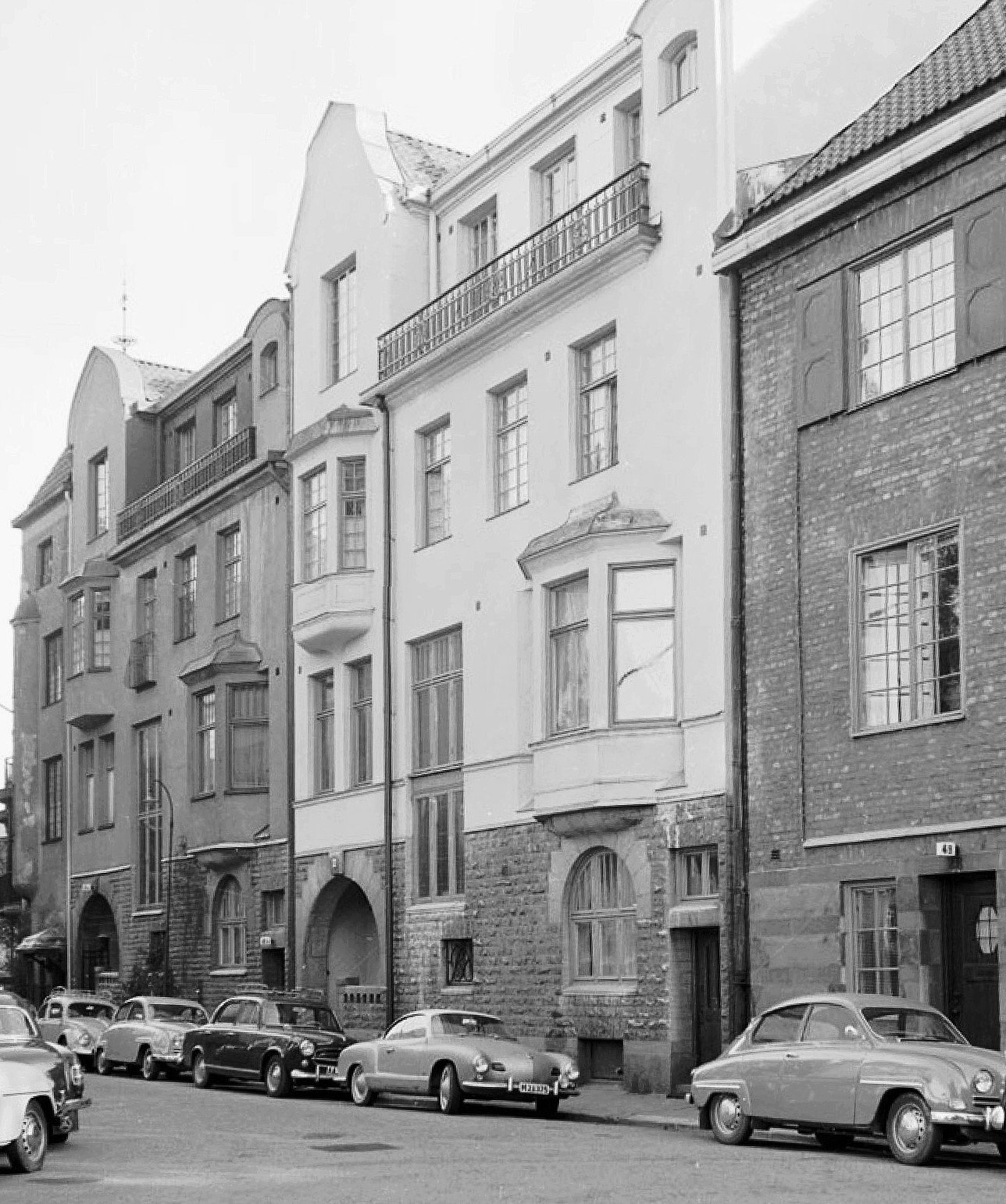
Piplärkan 3 och 4, 1962.

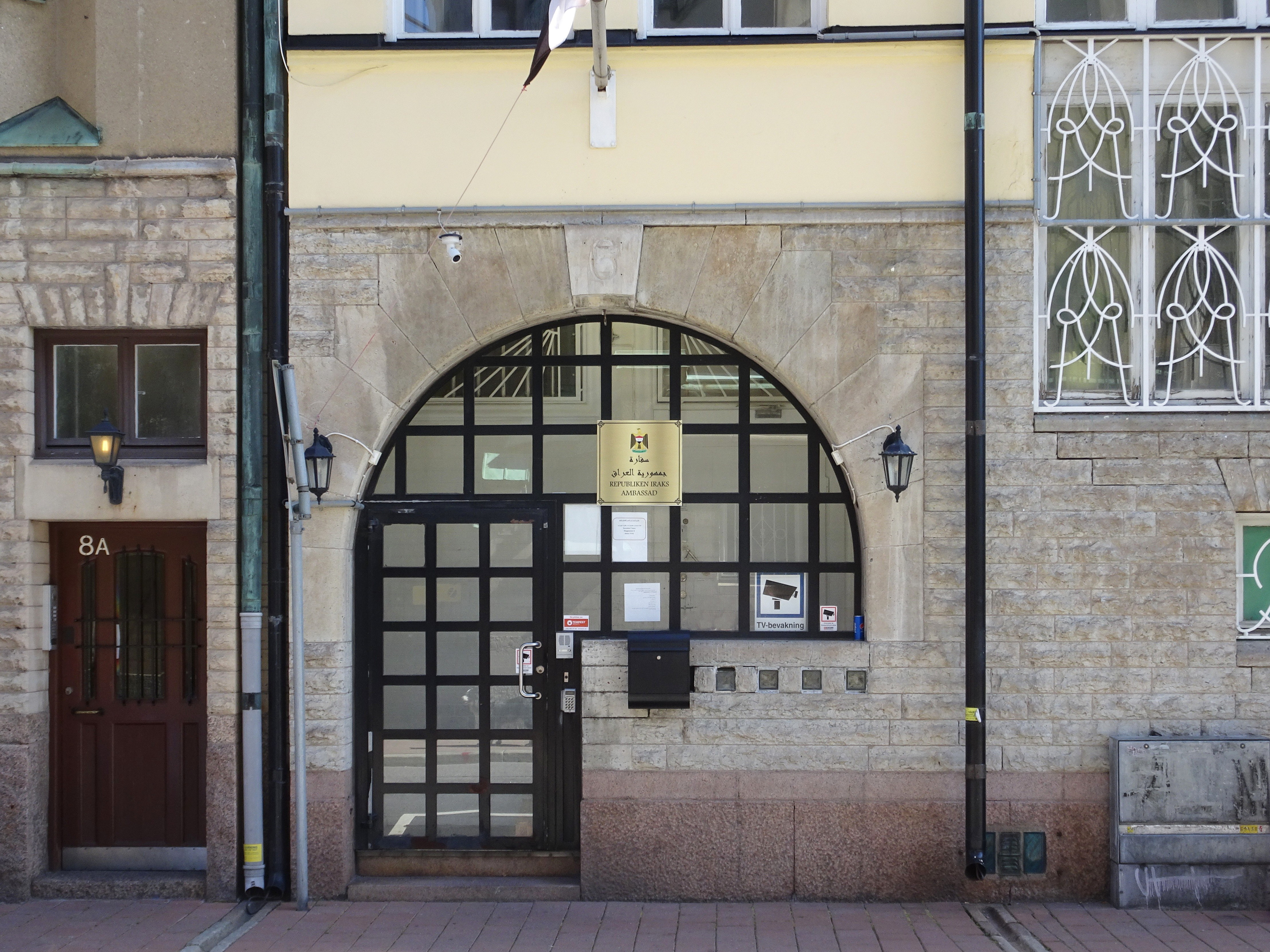
Hustes indragna entré, ursprungligen öppen, 2022.

Piplärkan 3 uppfördes i tre våningar med en indragen vindvåning samt låg källare. Fasadytan består av ljusfärgat slätputs och i höjd med bottenvåningen av kopphuggen kalksten. Sockeln är av granit. Entrén och entrétrappan är indragna i fasaden och dold bakom ett valv som tillsammans med burspråket ovanför och en frontespis betonar husets vänstra sida. Intill märks ett stort trapphusfönster. Längst till höger anordnades en separat ingång till kökstrappan som sträcker sig genom samtliga våningsplan. Ursprungsritningarna från 1909 visar en rundad balkong utanför vardagsrummet på övervåningen. Det ändrades 1910 av arkitekten till ett burspråk. Gårdsfasaden utfördes i grå terrasitputs.

### Interiör
Piplärkan 3 och 4 är båda ritade av Sigfrid Larsson och är i det närmaste identiska. För Piplärkan 4 finns inga ritningar tillgängliga på grund av sekretesskäl (ambassadfastighet) varför här beskrivs planlösningen för Piplärkan 4 som även bekräftas av Stadsmuseets innerstadsinventering från 1978 för Piplärkan 3. Rumsfördelningen var 1909 följande:
- Källarvåning – tvättstuga, pannrum, förråd.
- Bottenvåning – entré, hall, huvudtrappa, lägenhet om två rum och kök för gårdskarl.
- Våning 1 trappa – huvudtrappa och övre hall, herrum, vardagsrum med öppen spis och burspråk, matsal, kök med serveringsgång, interntrappa till våning 2 trappor
- Våning 2 trappor – tre sovrum (ett med burspråk) mot gatan samt sängkammare, badrum och ytterligare ett rum mot gården.
- Vindsvåningen – två dubbletter (lägenheter utan kök) och jungfrukammare samt gemensamt badrum med dusch.

Våningarna 1 och 2 var fotografen Larssons bostad, men han hyrde även ut tre lägenheter trots bestämmelser om högst ett kök i varje fastighet, med undantag för ett mindre kök i lägenheter för gårdskarlar eller portvakter. Bestämmelsen uppfylldes genom att en lägenhet med kök ”för gårdskarl” inrättades på bottenvåningen och på vindsvåningen lades två dubbletter utan kök men med gemensamt badrum. Liknande upplägg fanns även i Piplärkan 4 och i andra fastigheter i lärk-kvarteren.